# 고성 곡산 봉수대
고성 곡산 봉수대(固城 曲山 烽燧臺)는 대한민국 경상남도 고성군 동해면에 있는 조선시대의 봉수대이다.
2001년 9월 27일 경상남도의 기념물 제236호 곡산 봉수대로 지정되었다가, 2018년 12월 20일 현재의 명칭으로 변경되었다.

## 현지 안내문
봉수대는 높은 산봉우리에 봉화를 올릴 수 있게 설비해 놓은 곳이다. 봉수는 과거 횃불[烽]과 연기[燧]로 적의 침입을 중앙에 알리던 군사 통신 수단이었다. 천왕점 봉수대는 해안과 내륙을 한눈에 내려다 볼 수 있는 천왕산 주능선 끝부분(해발 353m)에 있다.
조선 시대의 봉수 노선은 전국의 봉수망을 연결하는 근본 노선인 직봉(直烽)을 중심으로 연결되었는데 직봉 사이에는 중간의 신호가 전달되지 못할 것을 우려하여 직봉으로 전달되는 작은 갈래인 간봉(間烽)이라는 보조 노선을 두었다. 천왕점 봉수대는 간봉으로, 봉수대 사이의 중간 지역을 연결하거나 국경 초소로부터 각 마을에 소식을 전하는 역할을 하였다.
천왕점 봉수대는 다섯 갈래의 직봉 중에 경상도의 동래에서 경북, 충북, 경기도를 거쳐 중앙봉수로 연결되는 제2로에 포함되었는데, 남쪽으로는 통영 우산 봉수와 동쪽으로는 고성 곡산 봉수와 연결된다. 천왕점 봉수대를 쌓은 시기를 정확히 알 수 없으나 문헌의 기록을 살펴보면 1425년 이전에 쌓아 만든 것으로 보인다.
2005년 경남고고학연구소의 문화재 발굴조사에서 봉수대의 구조가 밝혀졌다. 봉수대는 긴 직사격형 모양인 말각장방형(抹角長方形)의 방호벽(防護壁)으로둘러져 있고, 그 내부에 불을 피우는 아궁이인 연조(煙槽)가 설치돼 있다. 방호벽의 규모는 긴 쪽은 23m, 짧은 쪽은 19m이고, 현재 남아 있는 방호벽의 높이는 3m이다. 방호벽 안쪽의 면적은 230㎡이며, 남쪽에 있는 방호벽 가운데에 계단으로 된 출입 시설이 있다. 방호벽 안쪽의 평평한 곳에 모두 5기의 연조가 있으며, 연조의 평면은 원형이나 사각형인 직사각형 모양인 방형으로 돼 있다. 봉수대 주변에서 담장, 구, 집석 등이 확인되었으나 그 정확한 규모와 성격은 파악되지 못하였다. 그리고 봉수대를 지키던 군인들이 경작한 것으로 추정되는 채소밭이 확인되었다.

## 지정 사유
곡산봉수대는 문헌에 의하면 동쪽으로는 진해 가을포로 서쪽으로는 천왕점봉수대로 통하는 조선시대 남해안의 군사적 통신거점지역의 하나로 여겨지는 곳이다. 곡산봉수대는 도기념물 제221호로 지정된 천왕점봉수대와 함께 기념물로 지정하여 호국상징물로서 뿐 아니라 문화관광지로도 활용하면 좋을 것으로 판단된다.

## 같이 보기
- 고성 천왕점 봉수대: 경상남도 기념물 제221호

## 참고 자료
- 고성 곡산 봉수대 - 국가유산청 국가유산포털